# Ethminolia
Ethminolia is een geslacht van weekdieren uit de klasse van de Gastropoda (slakken).

## Soorten
- Ethminolia akuana Raines, 2007
- Ethminolia degregorii (Caramagna, 1888)
- Ethminolia doriae (Caramagna, 1888)
- Ethminolia durbanensis (Kilburn, 1977)
- Ethminolia elveri Cotton & Godfrey, 1938
- Ethminolia glaphyrella (Melvill & Standen, 1895)
- Ethminolia gravieri (Lamy, 1909)
- Ethminolia hemprichii (Issel, 1869)
- Ethminolia hornungi (Bisacchi, 1931)
- Ethminolia impressa (G. Nevill & H. Nevill, 1869)
- Ethminolia iridifulgens (Melvill, 1910)
- Ethminolia nektonica (Okutani, 1961)
- Ethminolia probabilis Iredale, 1924
- Ethminolia sculpta (G. B. Sowerby III, 1897)
- Ethminolia stearnsii (Pilsbry, 1895)
- Ethminolia vitiliginea (Menke, 1843)
- Ethminolia wareni Helwerda, Wesselingh & S. T. Williams, 2014 †